# やさしい嘘と贈り物
『やさしい嘘と贈り物』（やさしいうそとおくりもの、原題：Lovely, Still）は、2008年公開のアメリカ映画。製作当時24歳だったニック・ファクラーの初監督作品である。

## ストーリー
アメリカのとある小さな町で一人暮らしをする老人ロバート・マローンは、あるときメアリーという女性と知り合い、2人は恋に落ちる。職場の若き共同経営者マイクやメアリーの娘アレックスなど、周囲の人々の協力もあって二人は順調に愛を育んでゆく。しかし、ロバートは毎晩のようにはっきりとしない悪夢にうなされる。

## キャスト
※括弧内は日本語吹替
- ロバート - マーティン・ランドー（水谷貞雄）
- メアリー - エレン・バースティン（寺田路恵）
- アレックス - エリザベス・バンクス（上村愛香）
- マイク - アダム・スコット（中谷一博）